# Hemignathus hanapepe
El nukupuu de Kauai (en hawaiano: Kauaʻi nukupuʻu) (Hemignathus hanapepe) es una especie de ave paseriforme de la familia Fringillidae endémica de la isla de Kauai en el archipiélago de Hawái.

## Descripción
Mide entre 14 y 15 cm de longitud y pesa 27 gramos. Los machos tienen el plumaje amarillo con las alas, el dorso y la cola de color verde oliva y las subcaudales blancas. En las hembras, el amarillo se limita al área gular y el verde oliva a las remiges, la cola y la cabeza, mientras que el pecho y el abdomen son blancos y el área dorsal es gris. En ambos sexos hay una máscara negra entre los lados del pico y los ojos, que son de color marrón oscuro con un círculo periocular negro. Tienen un pico asimétrico inconfundible, con la parte superior delgada y curvada hacia abajo aproximadamente dos veces más larga que la inferior, que es recta y puntiaguda.

## Conservación
La especie fue abundante hasta finales del siglo xix, sin embargo se volvió cada vez más rara a principios del siglo xx debido a la acción combinada de la destrucción de su hábitat, la introducción de depredadores y, sobre todo, a la propagación de enfermedades aviares debidas a los mosquitos. Como muchas especies relacionadas, el nukupuu de Kauai, aunque se volvió extremadamente raro, escapó de la extinción en 1889 refugiándose en los bosques más altos de la isla, donde los mosquitos no pueden sobrevivir. Sin embargo las poblaciones supervivientes recibieron un duro revés debido al huracán Iniki de 1992, que devastó Kauai y probablemente decretó la extinción de la especie, de la cual no hay avistamientos confirmados desde 1996.